# Olympische Sommerspiele 2016/Teilnehmer (Albanien)
| Gelbes Symbol für Goldmedaillen mit stilisierten Olympischen Ringen | Graues Symbol für Silbermedaillen mit stilisierten Olympischen Ringen | Braundes Symbol für Bronzemedaillen mit stilisierten Olympischen Ringen |
| ------------------------------------------------------------------- | --------------------------------------------------------------------- | ----------------------------------------------------------------------- |
| —                                                                   | —                                                                     | —                                                                       |

Albanien nahm an den Olympischen Spielen 2016 in Rio de Janeiro mit sechs Sportlern teil, der kleinsten Delegation seit Sydney.
Es hatte sich lediglich Luiza Gega qualifiziert, vier weitere Sportler erhielten Einladungen. So konnte sich insbesondere keiner der traditionell starken Gewichtheber qualifizieren, da im Dezember 2014 drei Albaner wegen Doping überführt worden waren. Eine Gewichtheberin wurde nach dem Ausschluss Russlands nachträglich noch qualifiziert.
Die Sportschützin Enkeleda Shehaj, die 1996 in Atlanta für Albanien angetreten war, hatte sich dieses Jahr für die Vereinigten Staaten qualifiziert. Die Ringer Sahit Prizreni und Elis Guri starteten für Australien respektive Bulgarien. Und die Judoka Majlinda Kelmendi, die 2012 in London für Albanien gekämpft hat, repräsentierte dieses Mal ihr Geburtsland Kosovo.

## Teilnehmer nach Sportarten

### Gewichtheben
| Athleten       | Wettbewerb       | Reißen  | Reißen | Stoßen  | Stoßen | Zweikampf | Zweikampf | Rang |
| Athleten       | Wettbewerb       | Gewicht | Rang   | Gewicht | Rang   | Gewicht   | Rang      | Rang |
| -------------- | ---------------- | ------- | ------ | ------- | ------ | --------- | --------- | ---- |
| Frauen         |                  |         |        |         |        |           |           |      |
| Evagjelia Veli | Klasse bis 63 kg | 75 kg   | 9      | 90 kg   | 8      | 165 kg    | 8         | 8    |
| Männer         |                  |         |        |         |        |           |           |      |
| Briken Calja   | Klasse bis 69 kg | 145 kg  | 5      | 181 kg  | 5      | 326 kg    | 5         | 5    |

### Leichtathletik
Laufen und Gehen
| Athleten   | Wettbewerb       | Vorlauf          | Vorlauf          | Halbfinale       | Halbfinale       | Finale           | Finale           | Rang             |
| Athleten   | Wettbewerb       | Zeit             | Rang             | Zeit             | Rang             | Zeit             | Rang             | Rang             |
| ---------- | ---------------- | ---------------- | ---------------- | ---------------- | ---------------- | ---------------- | ---------------- | ---------------- |
| Frauen     |                  |                  |                  |                  |                  |                  |                  |                  |
| Luiza Gega | 1500 m           | nicht angetreten | nicht angetreten | nicht angetreten | nicht angetreten | nicht angetreten | nicht angetreten | nicht angetreten |
| Luiza Gega | 3000 m Hindernis | 9:58,49 min      | 48               | –                | –                | ausgeschieden    | ausgeschieden    | 48               |

Springen und Werfen
| Athleten      | Wettbewerb | Qualifikation | Qualifikation | Finale        | Finale        | Rang |
| Athleten      | Wettbewerb | Weite         | Rang          | Weite         | Rang          | Rang |
| ------------- | ---------- | ------------- | ------------- | ------------- | ------------- | ---- |
| Männer        |            |               |               |               |               |      |
| Izmir Smajlaj | Weitsprung | 7,72 m        | 21            | ausgeschieden | ausgeschieden | 21   |

### Schwimmen
| Athleten      | Wettbewerb     | Vorlauf | Vorlauf | Halbfinale    | Halbfinale    | Finale        | Finale        | Rang |
| Athleten      | Wettbewerb     | Zeit    | Rang    | Zeit          | Rang          | Zeit          | Rang          | Rang |
| ------------- | -------------- | ------- | ------- | ------------- | ------------- | ------------- | ------------- | ---- |
| Frauen        |                |         |         |               |               |               |               |      |
| Nikol Merizaj | 100 m Freistil | 59,99 s | 43      | ausgeschieden | ausgeschieden | ausgeschieden | ausgeschieden | 43   |
| Männer        |                |         |         |               |               |               |               |      |
| Sidni Hoxha   | 50 m Freistil  | 22,80 s | 41      | ausgeschieden | ausgeschieden | ausgeschieden | ausgeschieden | 41   |